# Коробки (Каховський район)
Коробки́ — село в Україні, у Каховському районі Херсонської області. Населення становить 2316 осіб.
Розташоване на півдні за 10 км від районного центру і за 7 км від залізничної станції Каховка.  Село засноване в 90-х рр. XIX ст.
На території Коробків розміщувалась центральна садиба Каховського радгоспу-технікуму, за яким було закріплено 5140 га сільськогосподарських угідь, з них 4576 га орної землі, у тому числі 3218 га — зрошуваної. Вирощувались зернові культури, городина, корми. Тваринництво — м'ясо-молочного напрямку. Діяли овочеконсервний цех, цех по виробництві трав'яного борошна і гранул для тваринництва.
На фронтах Другої світової війни боролися проти гітлерівських загарбників 37 місцевих жителів; 14 з них визнані гідними орденів і медалей Союзу РСР, 13 людей — загинуло. Воїнам-односельцям, що загинули, споруджений пам'ятник, в 1975 р. відкритий музей бойової слави.

## Російсько-Українська війна(2022)
24 лютого 2022 року село було окуповане російськими військами.
27 лютого поблизу села російські окупанти здійснили обстріл автомобіля з цивільними, внаслідок чого загинула одна людина.
9 серпня російські військові викрали місцевого жителя Олега Шахаєва, перебування якого досі невідоме.
17 грудня російські окупанти здійснили обстріл тимчасового окупованого села Коробки, в результаті обстрілу зруйновано будівлю сільської ради та коледжу.
12 січня 2023 року стало відомо, що росіяни вбили двох мешканців села, одного за відмову віддати машину, другий помер після тортур через те, що його брат служить в лавах ЗСУ.

## Населення

### Мова
Розподіл населення за рідною мовою за даними перепису 2001 року:
| Мова            | Кількість | Відсоток |
| --------------- | --------- | -------- |
| українська      | 2120      | 91.54 %  |
| російська       | 188       | 8.12 %   |
| румунська       | 3         | 0.12 %   |
| білоруська      | 2         | 0.09 %   |
| циганська       | 1         | 0.04 %   |
| інші/не вказали | 2         | 0.09 %   |
| Усього          | 2316      | 100 %    |